# Stadtmauer von Xi’an

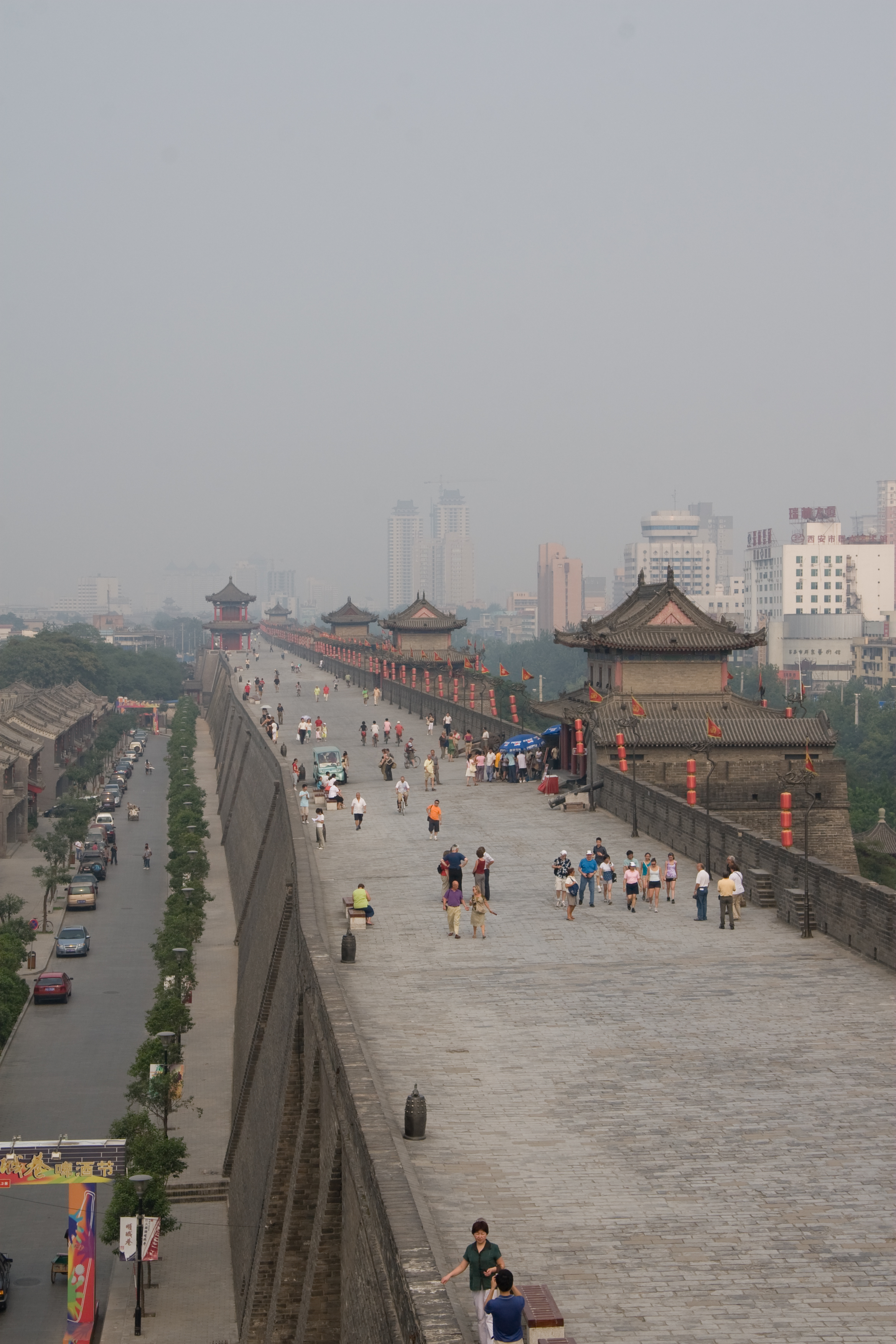
Blick auf die Stadtmauer.

Die Stadtmauer von Xi’an (chinesisch 西安城墙, Pinyin Xī’ān chéngqiáng) ist die größte und heute vollständigste Stadtmauer in der Volksrepublik China. Dank umfangreicher Renovierungsmaßnahmen seit den 1980er Jahren ist die Stadtmauer heute auf der gesamten Länge begehbar und bildet einen rechteckigen Ring um die Altstadt Xi’ans (früher Chang’an).

## Beschreibung
Die Mauer umschließt eine Fläche von ca. 12 km². Die Mauern im Norden und Süden sind ca. 3,5 Kilometer lang, das östliche und westliche Teilstück etwa 2,5 Kilometer. Die Mauern sind vom Aufbau her ein ummauerter Erdwall, 12 Meter hoch, am Boden 15 bis 18 Meter, an der Krone 12 bis 14 Meter breit. Auf der Außenseite der Mauer befinden sich insgesamt 5894 Zinnen. Der Graben außerhalb der Mauer ist noch an einigen Stellen erhalten und mit Wasser gefüllt.
Die Stadtmauer hat vier große Tore, zu jeder Seite eines: Das Anyuan-Tor (安远门) im Norden, das Changle-Tor (长乐门) im Osten, das Yongning-Tor (永宁门) im Süden sowie das Anding-Tor (安定门) im Westen. Zu den ursprünglichen Toren sind 14 weitere hinzugekommen um die Verkehrssituation in der Innenstadt zu verbessern. Neben den 98 Türmen entlang der Mauer sind drei der vier Eck-Türme erhalten. Früher gelangte man über Zugbrücken zu diesen Toren, morgens wurden die Tore nach einem Signal des Glockenturmes geöffnet, abends wurden die Zugbrücken nach einem Signal des Trommelturmes hochgezogen.

## Geschichte

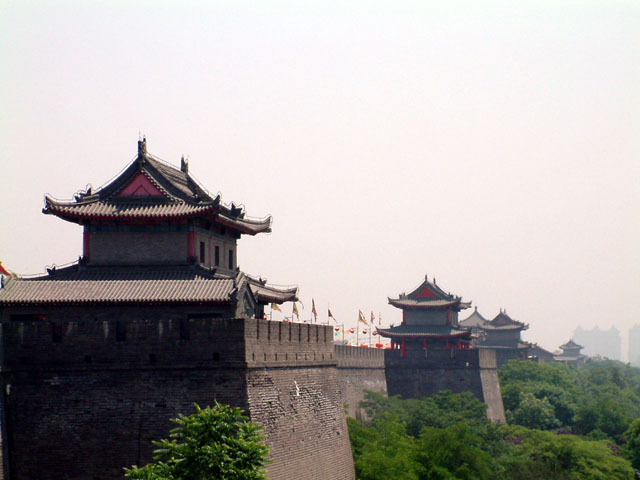
Alle 120 Meter befand sich ein Turm, der über die Stadtmauer herausragte. Heute sind nicht mehr alle erhalten.

Im zweiten Jahr der Sui-Dynastie (582) wurde an dem Ort des heutigen Xi’an, etwas südöstlich der teilweise schon verfallenen Hauptstadt Chang’an der Han-Dynastie (gegründet 202 v. Chr.) mit dem Bau einer neuen Hauptstadt des chinesischen Kaiserreiches begonnen, deren Name zunächst Daxing (大興城) war. In der folgenden Tang-Dynastie wurde sie wieder in Chang’an (長安) umbenannt.
Die Stadt bestand aus dem Stadtgebiet mit einer Gesamtfläche von 77 km² innerhalb der Stadtmauern (8 km × 9,6 km). Darin war der Regierungs- und Palastbereich wiederum mit eigenen Mauern umschlossen.
Zu Beginn der Ming-Dynastie (1374–1378) wurde die heute erhaltene Stadtmauer errichtet, als die Stadt zur Residenzstadt für den Sohn des Kaisers Hongwu ernannt wurde. Dabei wurden die Mauern des alten Regierungsbereiches teilweise (ca. 50 %) wiederverwendet. So folgt die Stadtmauer der alten Mauer um den Kaiserpalast und dem Regierungsbezirk in der Südwest-Ecke. 
In der Ming-Dynastie wurden die Mauer und Toranlagen mehrfach verbessert und verstärkt, unter Kaiser Qianlong der Qing-Dynastie kam im Jahr 1781 ein 20 Meter breiter und bis zu 7 Meter tiefer Wassergraben hinzu.
Zu Beginn der Republik-Zeit wurden einige Teile der Mauer, darunter viele der Türme abgerissen oder verfielen. Im Zweiten Weltkrieg dienten Teile der Befestigung als Schutz vor japanischen Luftangriffen. Nach Gründung der Volksrepublik wurde die Mauer nach 1949 an mehreren Stellen unterbrochen, um mit neuen Straßen die Verkehrssituation zu verbessern.
Im Jahr 1961 wurde die Mauer vom Staatsrat der Volksrepublik China als eines der ersten Objekte in die Denkmalliste der Volksrepublik China aufgenommen. Ab 1983 wurde ein Park entlang der Mauer angelegt und umfangreiche Arbeiten zur Restauration der Mauer durchgeführt, so dass seit 2005 die gesamte Mauer wieder begangen werden kann. Viele Touristen leihen sich für die 13,74 km lange Runde Fahrräder aus, um die Altstadt einmal zu umfahren.